# Sepalo

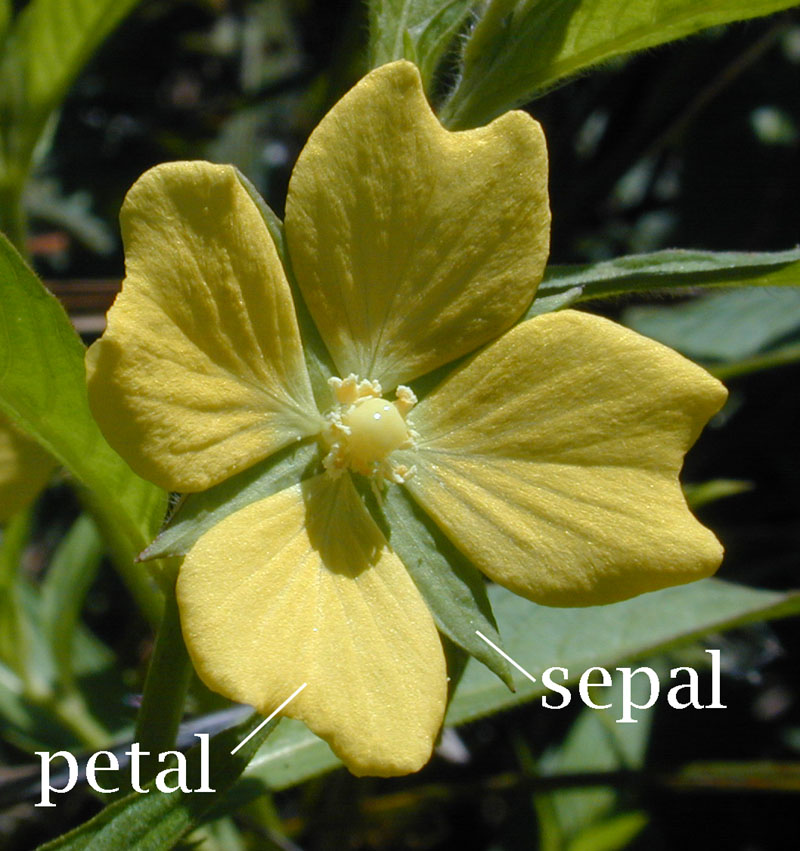
Ludwigia octovalvis, indicazione di petalo e sepalo.

In botanica, il termine sepalo indica una foglia modificata che fa parte del calice. 
I sepali costituiscono il calice, uno dei verticilli sterili del fiore e hanno funzione protettiva.
Tutti insieme formano, quindi, il calice, separatamente (calice dialisepalo) o fusi insieme (calice gamosepalo). Insieme ai petali formano il perianzio, e in molti gruppi sono modificati, ridotti o scomparsi. In tal caso non si parla più di sepali e di petali ma di tepali (foglie modificate con la stessa funzione di protezione). 
Estreme modificazioni sono quelle avvenute in diverse famiglie, di cui una delle più conosciute è sicuramente quella delle Asteraceae (tra le quali la margherita Bellis perennis, il tarassaco e moltissime altre), dove i sepali appunto, si sono trasformati in setole sottilissime con funzione di dispersione anemofila, prendendo perciò il nome di pappo, come evidentissimo nel soffione. 
Ogni pappo derivando dalla modificazione di un calice di un fiore funge perciò da sistema di dispersione per il proprio frutto, poiché nelle composite quello che noi osserviamo comunemente come fiore è in realtà una infiorescenza. I sepali comunque, avendo generalmente funzione protettiva, sono spesso ispessiti oppure presentano delle tuberosità, possono essere di diversa consistenza e dimensione. Vengono definiti gamosepali quando fusi in uno solo circolare, anche solamente alla base, oppure dialisepali se interamente divisi.